# Anisocitosis
Anisocitosis es un término médico que significa que las células observadas en determinado análisis de un paciente son de diferentes tamaños. Este fenómeno aparece de manera frecuente en la anemia y en otras enfermedades sanguíneas. De cualquier manera no se refiere solamente a células sanguíneas sino que puede referirse a cualquier tipo de célula.

## Diagnóstico
La Amplitud de Distribución Eritrocitaria, también llamada Ancho de Distribución de Eritrocitos (A.D.E.), Intervalo de Distribución de Eritrocitos (I.D.E.) o RDW, por su nombre en inglés (Red blood cell Distribution Width), es un parámetro que aparece en los hemogramas, y sirve como medida de la anisocitosis. Se calcula como el cociente entre el coeficiente de variación de la distribución de los volúmenes de los eritrocitos dividido por el volumen corpuscular medio (VCM), expresado en tanto por ciento.
Un diagnóstico falso puede ser provocado por la presencia de un número elevado de glóbulos blancos, glóbulos rojos aglutinados, fragmentos de glóbulos rojos, plaquetas gigantes o grumos de plaquetas. Además, es un rasgo característico de la sangre bovina.

## Tipos
La anisocitosis se identifica mediante el índice ADE y se clasifica de acuerdo con el tamaño de los glóbulos rojos medidos por su VCM. De acuerdo con esto, las anisocitosis se pueden dividir en
- Anisocitosis con microcitosis - Relacionada con la deficiencia de hierro y la anemia de células falciformes.

- Anisocitosis con macrocitosis - Relacionada con la deficiencia de folato o de vitamina B12, la anemia hemolítica autoinmune, la quimioterapia citotóxica, la enfermedad hepática crónica o el síndrome mielodisplásico.

El aumento de la ADE se ve en la anemia ferropénica, la talasemia mayor (anemia de Cooley), talasemia intermedia y síndromes mielodisplásicos.
- Anisocitosis con tamaño estándar de glóbulos rojos - Relacionada con deficiencias previas de hierro, vitamina B12 o folato, la anemia dimórfica, la enfermedad de células falciformes, la enfermedad hepática crónica y el síndrome mielodisplásico.[4]